# العلاقات التونسية المغربية
العلاقات المغربية التونسية، تشير إلى العلاقات الثنائية  بين المغرب وتونس.

## مقارنة بين البلدين
هذه مقارنة عامة ومرجعية للدولتين:
| وجه المقارنة                                              | تونس                                       | المغرب                                 |
| --------------------------------------------------------- | ------------------------------------------ | -------------------------------------- |
| المساحة (كم2)                                             | 163.61 ألف                                 | 710.85 ألف                             |
| عدد السكان (نسمة)                                         | 11.53 مليون                                | 36.07 مليون                            |
| الكثافة السكانية (ن./كم²)                                 | 70.47                                      | 50.74                                  |
| العاصمة                                                   | تونس                                       | الرباط                                 |
| اللغة الرسمية                                             | اللغة العربية                              | اللغة العربية، أمازيغية معيارية مغربية |
| العملة                                                    | دينار تونسي                                | درهم مغربي                             |
| الناتج المحلي الإجمالي (بليون دولار)                      | 40.26 مليار                                | 109.14 مليار                           |
| الناتج المحلي الإجمالي (تعادل القوة الشرائية) بليون دولار | 129.05 مليار                               | 274.06 مليار                           |
| الناتج المحلي الإجمالي الاسمي للفرد دولار أمريكي          | 3.87 ألف                                   | 2.88 ألف                               |
| الناتج المحلي الإجمالي للفرد دولار أمريكي                 | 11.44 ألف                                  | 7.49 ألف                               |
| مؤشر التنمية البشرية                                      | 0.721                                      | 0.628                                  |
| رمز المكالمات الدولي                                      | +216                                       | +212                                   |
| رمز الإنترنت                                              | .tn                                        | .ma                                    |
| المنطقة الزمنية                                           | ت ع م+01:00، توقيت وسط أوروبا، ت ع م+02:00 | ت ع م+01:00                            |